# Mictyris platycheles
Mictyris platycheles is een krabbensoort uit de familie van de Mictyridae. De wetenschappelijke naam van de soort is voor het eerst geldig gepubliceerd in 1852 door H. Milne Edwards.